# Pedreira (Coronel Fabriciano)
Pedreira é um bairro do município brasileiro de Coronel Fabriciano, no interior do estado de Minas Gerais. Localiza-se no distrito-sede. Segundo o censo demográfico de 2022, realizado pelo Instituto Brasileiro de Geografia e Estatística (IBGE), sua população era de 981 habitantes e havia 402 domicílios.
De acordo com o IBGE, em 2010 a população era de 1 079 habitantes e havia 335 domicílios particulares.
Embora seja identificado pela prefeitura, tanto o IBGE em 2010 como o sistema de geoprocessamento da administração municipal em 2020 consideravam o bairro e sua população como parte do Caladinho. No entanto, é distinguido como favela.
O bairro surgiu na década de 1990, a partir de ocupações irregulares em uma área onde funcionava uma pedreira pertencente à família Rolim — de onde surge o nome da localidade.